# Autostrada A51 (Svizzera)
L'autostrada 51 (A51) è un'autostrada cantonale (quindi non vi è l'obbligo di avere la vignetta autostradale), situata nel Canton Zurigo. La strada inizia a Bülach e si conclude allo svincolo di Zurigo Nord. L'autostrada ha una lunghezza totale di circa 14 km e viene soprannominata Flughafenautobahn (autostrada dell'aeroporto): infatti essa collega l'aeroporto di Zurigo-Kloten con la città di Zurigo.

## Tabella percorso
| Autostrada A51 |                                                             |      |      |         |
| Tipo           | Indicazione                                                 | ↓km↓ | ↑km↑ | Cantone |
|                | Strada principale 4 per Sciaffusa                           | 0,0  | 14,2 | Zurigo  |
| 1              | Bülach Nord                                                 | 0,1  | 14,1 | Zurigo  |
| 2              | Bülach Ovest                                                | 1,9  | 12,3 | Zurigo  |
| 3              | Bülach Sud                                                  | 3,4  | 10,8 | Zurigo  |
|                | Area di sosta (solo dir. sud)                               | ..   | ..   | Zurigo  |
|                | Riservato ai mezzi di servizio                              | ..   | ..   | Zurigo  |
| 4              | Kloten Nord                                                 | 9,2  | 5,0  | Zurigo  |
| 5              | Kloten Sud Aeroporto di Zurigo-Kloten (per dir. sud)        | 10,2 | 4,0  | Zurigo  |
| 6              | Aeroporto di Zurigo-Kloten (solo dir. nord)                 | --   | 3,3  | Zurigo  |
| 7              | Werft (solo dir. sud)                                       | 10,7 | --   | Zurigo  |
| 8              | Glattbrugg                                                  | 12,0 | 2,2  | Zurigo  |
|                | Galleria Bubenholz (550m)                                   | ..   | ..   | Zurigo  |
| 9              | Opfikon (solo dir. sud)                                     | 13,0 | 1,2  | Zurigo  |
| 10/63          | Svincolo Zurigo Nord Autostrada A1 Ginevra-Zurigo-San Gallo | 14,2 | 0,0  | Zurigo  |